# Robby Ginepri
Robby Ginepri (Fort Lauderdale, 7 ottobre 1982) è un allenatore di tennis ed ex tennista statunitense.

## Carriera
Ha raggiunto il suo più alto ranking nel singolo il 26 dicembre 2005, con la 15ª posizione, mentre nel doppio ha raggiunto il 134º posto il 12 gennaio 2004.

## Statistiche

### Singolare

#### Vittorie (3)
| Legenda                |
| Grande Slam (0)        |
| Tennis Masters Cup (0) |
| ATP Masters Series (0) |
| ATP Tour (3)           |

| Numero | Data           | Torneo                                     | Superficie | Avversario della finale | Risultato          |
| 1.     | 13 luglio 2003 | Hall of Fame Tennis Championships, Newport | Erba       | Jürgen Melzer           | 6–4, 6–7, 6–1      |
| 2.     | 24 luglio 2005 | RCA Championships, Indianapolis (1)        | Cemento    | Taylor Dent             | 4–6, 6–0, 3–0 rit. |
| 3.     | 26 luglio 2009 | RCA Championships, Indianapolis (2)        | Cemento    | Sam Querrey             | 6–2, 6–4           |